# Janusz Cieśliński
Janusz Tadeusz Cieśliński (ur. 15 kwietnia 1954 w Słupsku) – profesor Politechniki Gdańskiej, prodziekan Wydziału Mechanicznego PG, od września 2016 prorektor Politechniki Gdańskiej.

## Życiorys
Ukończył w 1978 studia na Wydziale Budowy Maszyn Politechniki Gdańskiej, tam również uzyskał doktorat i habilitował się. Pełnił funkcje kierownika katedry, zakładu i prodziekana ds. nauki Wydziału Mechanicznego przez dwie kadencje (2002–2008). Od 1994 roku członek Sekcji Termodynamiki Komitetu Termodynamiki i Spalania PAN (sekretarz w latach 1999–2002), od 2011 członek Komitetu Termodynamiki i Spalania PAN. Przez 7 lat pełnił funkcję przewodniczącego interdyscyplinarnej Podsekcji Przepływów Wielofazowych Sekcji Mechaniki Płynów Komitetu Mechaniki PAN. Był przewodniczącym, sekretarzem lub członkiem ponad 30 komitetów organizacyjnych konferencji o zasięgu krajowym i międzynarodowym. 

## Praca naukowa
Specjalizuje się w badaniu procesów intensyfikacji konwekcyjnego przenoszenia ciepła, dynamiki pęcherzyków parowych i gazowych, odnawialnych źródeł energii,
niekonwencjonalnych metod i układów konwersji energii. Szczególnie interesuje się właściwościami termofizycznymi i zastosowaniami nanocieczy w systemach
energetycznych. Wypromował 9 doktorów. Odbył liczne staże naukowe, w tym m.in. na Universität-GH-Essen, w Kernforschungsanlage Jülich GmbH i w Fachhochschule Stralsund/University of Applied Sciences. W latach 1998–2016 jego dodatkowym miejscem pracy była Państwowa Wyższa Szkoła Zawodowa w Elblągu. W całym tym okresie pełnił funkcję przedstawiciela PG w Senacie PWSZ w Elblągu.

## Członkostwo w organizacjach
Uczestnik programów TEMPUS, Socrates-Erasmus, był opiekunem ponad 30 prac dyplomowych zrealizowanych na uczelniach niemieckich.

## Monografie
- Cieśliński J.T.: Studium wrzenia pęcherzykowego na metalicznych powierzchniach porowatych. Zesz. Nauk. P. Gdań. 1996 Nr 547, Mechanika LXXIV, s. 3-168.
- Bilicki Z., Cieśliński J.T., Doerffer S., Kwidziński R., Mikielewicz D.: Metody komputerowe w technice cieplnej pod red. Z. Bilickiego. Gdańsk: IMP PAN, P. Gdań., 1996.
- Cieśliński J.T., Mikielewicz J.: Wybrane zagadnienia ekologicznej gospodarki energią. Gdańsk: Wydawn. IMP PAN Gdańsk, 1996.
- Mikielewicz J., Cieśliński J.T.: Niekonwencjonalne urządzenia i systemy konwersji energii. Wrocław, Warszawa, Kraków: PAN Zakład Narodowy im. Ossolińskich, 1999, 274 s. 165. Maszyny Przepływowe. Red. Eustachy S. Burka, t. 24. PAN IMP.
- Cieśliński J.T.: Modelowanie wrzenia pęcherzykowego. Gdańsk: P. Gdań. 2005, s. 148.
- Mikielewicz J., Cieśliński J., Mikielewicz D., Stan i perspektywy technologii odnawialnych źródeł energii w Polsce, PAN Warszawska Drukarnia Naukowa, 2014.

## Odznaczenia
Odznaczony Złotym Krzyżem Zasługi, Medalem KEN oraz 37 Nagrodami Rektora.